# Fjolla Shala
Fjolla Shala (Islandia; 20 de marzo de 1993) es una futbolista islandesa nacionalizada kosovar. Juega como defensa y su último equipo fue el Fylkir Reykjavík de la 1. deild kvenna. Fue internacional con la selección de Kosovo de 2017 a 2020.

## Selección nacional
Inició su carrera en las selecciones formativas de Islandia en la sub-17 y la sub-19 para luego pasar a ser parte de la selección absoluta de Kosovo.

## Palmarés
Breiðablik
- Úrvalsdeild (2):  2018, 2015.
- Copa de la Liga de Islandia (1): 2019.
- Supercopa Femenina de Islandia (3):  2019, 2016, 2014 .
- Copa de Islandia femenina de fútbol (3):  2018, 2016, 2013.